# Lehrbezirk Riga
Der Lehrbezirk Riga (russisch Рижский учебный округ), bis 1886 Lehrbezirk Dorpat (Дерптский учебный округ), war ein Lehrbezirk des Russischen Kaiserreiches. Er wurde 1803 eingerichtet und umfasste die Ostseegouvernements Estland, Livland, Kurland und bis 1812 auch das Gouvernement Wiborg („Alt-Finnland“).
Sitz des Kurators war nach Umbenennung in Rigaer Lehrbezirk (am 7. März 1886) noch bis 1893 Dorpat.

## Name
Es existieren im Deutschen verschiedene Namen, in Adjektivform mit nachfolgendem Klassennamen, sowie auch mit vorangestelltem Klassennamen. Zusätzlich variieren die Adjektive und die Klassennamen.
| -                      | Dorpat                                                                                      | Riga                                            |
| ---------------------- | ------------------------------------------------------------------------------------------- | ----------------------------------------------- |
| Russisch               | Дерптский учебный округ                                                                     | Рижский учебный округ                           |
| Lehrbezirk (voran)     | Lehrbezirk Dorpat                                                                           | Lehrbezirk Riga                                 |
| Lehrbezirk (nach)      | Dorpat'scher Lehrbezirk, Dorpatscher Lehrbezirk, Dörptscher Lehrbezirk, Dorpater Lehrbezirk | Rigascher Lehrbezirk, Rigaer Lehrbezirk         |
| Bildungsbezirk (voran) | Bildungsbezirk Dorpat                                                                       | Bildungsbezirk Riga                             |
| Bildungsbezirk (nach)  | Dorpatscher Bildungsbezirk, Dörptscher Bildungsbezirk, Derptsker Bildungsbezirk             | Rigascher Bildungsbezirk, Rigaer Bildungsbezirk |

## Einrichtungen und Zahlen
Höhere Bildungseinrichtungen waren das Gymnasium in Mitau und die Kaiserliche Universität Dorpat.
1915 umfasste der Rigaer Bildungsbezirk 3.426 Einrichtungen aller Art, in denen insgesamt 223.465 Schüler eingeschrieben waren, darunter 2.920 Grundschulen mit 157.518 Schülern. Aufgeteilt nach Gouvernements:
- Gouvernement Esland: Bildungseinrichtungen – 720, Studenten – 39.800.
- Gouvernement Livland: Bildungseinrichtungen – 2.068, Studenten – 143.177.
- Gouvernement Kurland: Bildungseinrichtungen – 638, Studenten – 40.488.

## Kuratoren
- 1803–1816: Friedrich Maximilian Klinger, Amtsenthebung in der Restauration
- 1817–1828: Karl von Lieven
- 1828–1835: Carl Magnus von der Pahlen
- 1836–1854: Gustav Craffström
- 1854–1862: Georg von Bradke
- 1862–1869: Alexander von Keyserling
- 1875–1880: Andrei Alexandrowitsch Saburow